# Saison 2004-2005 du Standard Fémina de Liège
Maillots
Chronologie
Saison précédente Saison suivante
Après avoir terminé 5e en 2003-2004 à 25 points du champion, le Standard Fémina de Liège se devait de prendre une revanche. Ce ne sera pas le cas. Le Standard Fémina de Liège va vivre une saison cahin-caha alternant entre espoirs et déceptions. Ce seront plutôt les déceptions qui prédomineront. Le parcours en Coupe de Belgique sera très court. En huitièmes de finale, c'est le grand rival, le RSC Anderlecht, qui mettra fin aux illusions liégeoises.

## Faits marquants
- Le Standard Fémina de Liège commence sa saison par un nul à Sinaai Girls.
- Les Liégeoises se reprennent tout de suite et engrangent 13 points en 5 rencontres ce qui leur permettent de prendre la tête du classement, aux points perdus, fin septembre.
- Le mois d'octobre voit entamer le Standard Fémina de Liège un triptyque infernal face à trois favoris (DVC Zuid-West Vlaanderen, KFC Rapide Wezemaal, RSC Anderlecht). Bilan: 1 point sur 9 et deux défaites à domicile. C'en est presque fini des espoirs liégeois.
- Toutefois, les Liégeoises ne baissent pas les bras. En six rencontres, elles l'emportent à cinq reprises avant la trêve.
- Juste après la trêve, le Standard Fémina de Liège va subir une lourde défaite à Eva's Kumtich. Les espoirs de figurer sur le podium s'envolent définitivement.
- La fin de championnat sera triste avec, tout de même, une victoire de prestige face au champion sortant en route pour son 2e titre, KFC Rapide Wezemaal contrastant avec une défaite dans la dernière rencontre face à un descendant, DV Borgloon.

## Équipements
| Marque          | Adidas        |
| Sponsor maillot | I.I.S Belgium |

## Staff Technique
| Fonction                | Nom             | Nationalité | Au club depuis |
| ----------------------- | --------------- | ----------- | -------------- |
| Entraineur principal    | Alain Georges   | Belgique    | 2004           |
| Entraineur des gardiens | Dany Decroupet  | Belgique    | 1997           |
| Kiné                    | Julie Moureau   | Belgique    | 2004           |
| Directrice technique    | Fery Ferraguzzi | Italie      | 1980           |

## Effectif
|                    |          |      |                          |  |  |  |
| Delphine Barbason  | Belgique | 1994 | Formée au club           |  |  |  |
| Audrey Bodson      | Belgique |      |                          |  |  |  |
| Jessica Bijnens    | Belgique |      |                          |  |  |  |
| Cécile Carnol      | Belgique | 1994 |                          |  |  |  |
| Maud Coutereels    | Belgique | 2004 | Étoile Rouge de Belgrade |  |  |  |
| Isabelle Ebhodaghe | Belgique | 1997 | DV Borgloon              |  |  |  |
| Marjory Guiset     | Belgique | 1993 | Formée au club           |  |  |  |
| Cécile Ibanez      | Belgique | 1996 | Formée au club           |  |  |  |
| Stéphanie Maes     | Belgique | 1990 |                          |  |  |  |
| Adeline Médard     | Belgique |      |                          |  |  |  |
| Sylvianne Mignolet | Belgique |      |                          |  |  |  |
| Karima Ouazza      | Belgique | 2003 | R.Battice FC             |  |  |  |
| Martine Peeters    | Belgique | 1982 | Formée au club           |  |  |  |
| Mélissa Ranson     | Belgique | 2003 | Étoile Rouge de Belgrade |  |  |  |
| Tina Scorsone      | Belgique | 2001 | Hewian Girls Lanaken     |  |  |  |
| Nadeige Sonnet     | Belgique | 2001 | RFC Ougrée               |  |  |  |
| Sofie Van Houtven  | Belgique | 2004 | RSC Anderlecht           |  |  |  |
| Mélodie Zannin     | Belgique |      |                          |  |  |  |
| Aline Zeler        | Belgique | 2004 | Tenneville Sports        |  |  |  |

## Les résultats

### Classement final
Le Standard Fémina de Liège termine 5e avec 52 points, 16 victoires, 4 nuls, 6 défaites avec 71 buts marqués et 35 encaissés.

### Championnat de Belgique
| Journée | Date                                                                                    | Club visité              | Club visiteur            | Score | Buts liégeois | Cartes liégeoises                          |
| ------- | --------------------------------------------------------------------------------------- | ------------------------ | ------------------------ | ----- | --- | ------------------------------------------ |
| 1       | 21/08/2004                                                                              | Sinaai Girls             | Standard Fémina de Liège | 1 - 1 | Aline Zeler | Nadeige Sonnet (J)                         |
| 2       | 28/08/2004                                                                              | Standard Fémina de Liège | SKOG Ostende             | 2 - 1 | Isabelle Ebhodaghe, Cécile Carnol                                                                                     |                                            |
| 3       | 04/09/2004                                                                              | KFC Lentezon Beerse      | Standard Fémina de Liège | 0 - 2 | Cécile Carnol, Isabelle Ebhodaghe                                                                                     | Maud Coutereels (J)                        |
| 4       | 11/09/2004                                                                              | Standard Fémina de Liège | Eva's Kumtich            | 0 - 0 | | Cécile Ibanez (J)                          |
| 5       | 18/09/2004                                                                              | Standard Fémina de Liège | Dames Zultse VV          | 3 - 1 | Isabelle Ebhodaghe (2), Aline Zeler                                                                                   | Nadeige Sonnet (J)                         |
| 6       | 02/10/2004 (avancé au 22-09-2004)                                                       | Hewian Girls Lanaken     | Standard Fémina de Liège | 0 - 6 | Cécile Carnol (2), Aline Zeler (2), Isabelle Ebhodaghe (2)                                                            |                                            |
| 7       | 09/10/2004                                                                              | Standard Fémina de Liège | DVC Zuid-West Vlaanderen | 1 - 3 | Aline Zeler | Karima Ouazza (J)                          |
| 8       | 16/10/2004                                                                              | KFC Rapide Wezemaal      | Standard Fémina de Liège | 0 - 0 | | Adeline Médard (J), Aline Zeler (J)        |
| 9       | 23/10/2004                                                                              | Standard Fémina de Liège | RSC Anderlecht           | 0 - 2 | |                                            |
| 10      | 30/10/2004                                                                              | VC Dames Eendracht Alost | Standard Fémina de Liège | 1 - 4 | Aline Zeler, Maud Coutereels, Isabelle Ebhodaghe, Cécile Carnol                                                       | Tina Scorsone (J)                          |
| 11      | 06/11/2004                                                                              | Standard Fémina de Liège | K.Vlimmeren Sport        | 4 - 1 | Cécile Carnol (2), Aline Zeler, Maud Coutereels                                                                       |                                            |
| 12      | 20/11/2004                                                                              | Oud-Heverlee Louvain     | Standard Fémina de Liège | 4 - 3 | Aline Zeler (2), Maud Coutereels                                                                                      |                                            |
| 13      | 27/11/2004                                                                              | Standard Fémina de Liège | DV Borgloon              | 4 - 3 | Cécile Carnol (2), Isabelle Ebhodaghe (2)                                                                             |                                            |
| 14      | 04/12/2004                                                                              | Standard Fémina de Liège | Sinaai Girls             | 5 - 2 | Maud Coutereels (2), Cécile Carnol, Aline Zeler, Van Rooy (csc)                                                       | Aline Zeler (2 J/R)                        |
| 15      | 11/12/2004                                                                              | SKOG Ostende             | Standard Fémina de Liège | 2 - 7 | Maud Coutereels, Cécile Carnol, Martine Peeters, Sylvianne Mignolet, Audrey Bodson, Isabelle Ebhodaghe, Tina Scorsone | Cécile Carnol (J), Sylvianne Mignolet (J)  |
| 16      | 18/12/2004                                                                              | Standard Fémina de Liège | KFC Lentezon Beerse      | 3 - 0 | Isabelle Ebhodaghe (2), Maud Coutereels                                                                               |                                            |
| 17      | 15/01/2005                                                                              | Eva's Kumtich            | Standard Fémina de Liège | 4 - 1 | Isabelle Ebhodaghe | Sylvianne Mignolet (J)                     |
| 18      | 22/01/2005                                                                              | Dames Zultse VV          | Standard Fémina de Liège | 1 – 6 | Maud Coutereels (2), Cécile Carnol (2), Isabelle Ebhodaghe, Audrey Bodson                                             | Sylvianne Mignolet (J)                     |
| 19      | 29/01/2005                                                                              | Standard Fémina de Liège | Hewian Girls Lanaken     | 6 - 0 | Isabelle Ebhodaghe (2), Cécile Carnol (2), Aline Zeler, Mélissa Ranson                                                |                                            |
| 20      | 05/02/2005                                                                              | DVC Zuid-West Vlaanderen | Standard Fémina de Liège | 1 - 1 | Adeline Médard | Tina Scorsone (J)                          |
| 21      | 12/02/2005 (reporté au 15/03/2004)                                                      | Standard Fémina de Liège | KFC Rapide Wezemaal      | 2 - 1 | Maud Coutereels, Aline Zeler                                                                                          | Sylvianne Mignolet (J), Adeline Médard (J) |
| 22      | 26/02/2005                                                                              | RSC Anderlecht           | Standard Fémina de Liège | 2 - 0 | | Cécile Ibanez (J)                          |
| 23      | 19/03/2005                                                                              | K.Vlimmeren Sport        | Standard Fémina de Liège | 0 - 2 | Isabelle Ebhodaghe, Aline Zeler                                                                                       |                                            |
| 24      | ../../2005                                                                              | Standard Fémina de Liège | VC Dames Eendracht Alost | 3 - 1 | Isabelle Ebhodaghe (2), Adeline Médard                                                                                | Sylvianne Mignolet (J)                     |
| 25      | 16/04/2005 (match arrêté à cause de la pluie sur le score de 3-3, rejoué le 04/05/2005) | Standard Fémina de Liège | Oud-Heverlee Louvain     | 4 - 1 | Maud Coutereels (2), Mélodie Zannin, Aline Zeler                                                                      | Tina Scorsone (J), Cécile Ibanez (J)       |
| 26      | 23/04/2005                                                                              | DV Borgloon              | Standard Fémina de Liège | 2 - 1 | Aline Zeler | Sylvianne Mignolet (J)                     |

### Coupe de Belgique
| Tour | Date | Club visité                   | Club visiteur            | Score  | Buts liégeois | Cartes liégeoises |
| ---- | ---- | ----------------------------- | ------------------------ | ------ | --- | ----------------- |
| 1/16 |      | Étoile Rouge de Belgrade (D3) | Standard Fémina de Liège | 1 – 13 | Maud Coutereels (2), Isabelle Ebhodaghe (2), Cécile Carnol (2), Mélissa Ranson (2), Sylvianne Mignolet, Tina Scorsone, Sofie Van Houtven, Delphine Barbason, Nadeige Sonnet |                   |
| 1/8  |      | RSC Anderlecht                | Standard Fémina de Liège | 2 – 1  | Maud Coutereels | Mélodie Zannin    |

## Buteuses

### Championnat
- 20 : Isabelle Ebhodaghe
- 15 : Aline Zeler, Cécile Carnol
- 12 : Maud Coutereels
- 2 : Audrey Bodson, Adeline Médard
- 1 : Martine Peeters, Sylvianne Mignolet, Tina Scorsone, Mélissa Ranson, Mélodie Zannin

### Coupe
- 3 : Maud Coutereels
- 2 : Isabelle Ebhodaghe, Cécile Carnol, Mélissa Ranson
- 1 : Sylvianne Mignolet, Tina Scorsone, Sofie Van Houtven, Delphine Barbason, Nadeige Sonnet

## Cartes

### Rouge
- 1 : Aline Zeler (2 J)

### Jaunes
- 6 : Sylvianne Mignolet
- 3 : Cécile Ibanez, Tina Scorsone
- 2 : Adeline Médard, Nadeige Sonnet
- 1 : Maud Coutereels, Karima Ouazza, Aline Zeler, Cécile Carnol, Mélodie Zannin (Coupe)